# Brionneau (rivière)
Le Brionneau est une rivière française qui coule dans le département de Maine-et-Loire, en région Pays de la Loire, et un affluent de la Maine en rive droite, donc un sous-affluent de la Loire.

## Géographie
Le Brionneau prend sa source à La Pouëze en Maine-et-Loire, au lieu-dit la Mulière, à 75 m d'altitude.

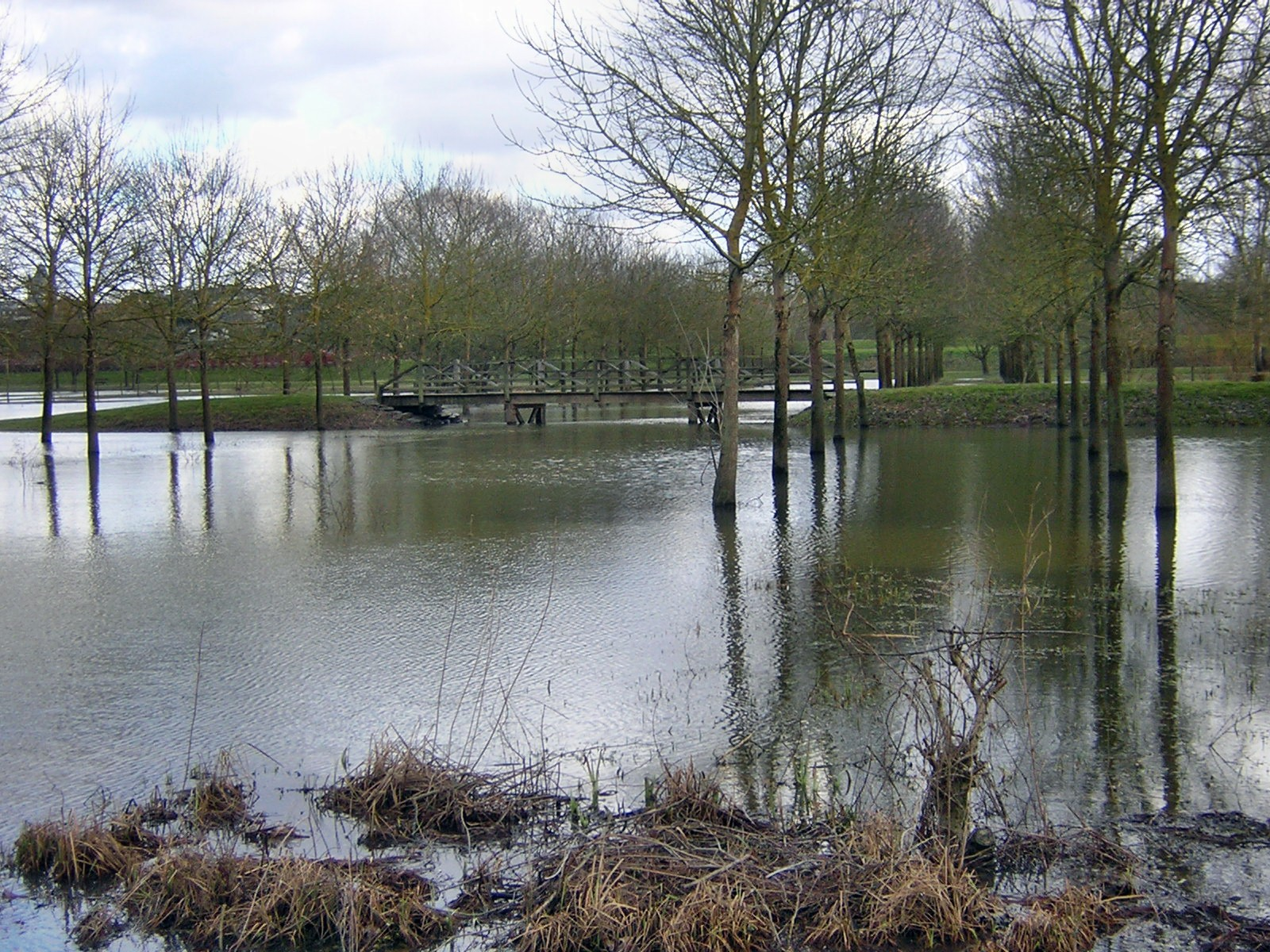
Le Brionneau en crue dans le parc Balzac à Angers.

Il coule dans l'ensemble du nord-ouest vers le sud-est. Après un parcours de 30 kilomètres en région de plaine, il se jette dans l'étang Saint-Nicolas à Avrillé avant de rejoindre la Maine en rive droite à Angers à travers le parc Balzac, à environ 21 m d'altitude.
La pente moyenne de son cours est de 0,15 %.

## Communes traversées

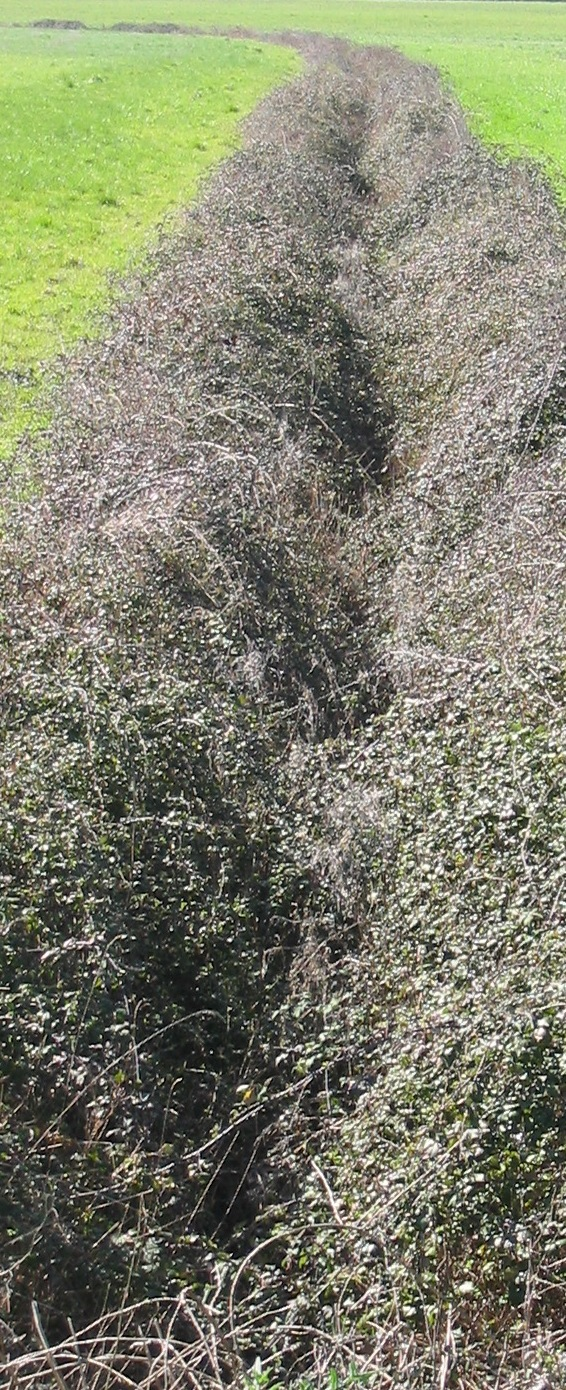
Source du Brionneau, Commune de la Pouëze en Maine-et-Loire, D.961, au N-O de la Mulière.

Dans le seul département de Maine-et-Loire, le Brionneau traverse les six communes suivantes :
- La Pouëze, Saint-Clément-de-la-Place, La Meignanne, Beaucouzé, Avrillé, Angers (confluence).

Soit en termes de cantons, le Brionneau prend source dans le canton du Lion-d'Angers, traverse les canton du Louroux-Béconnais, canton d'Angers-Nord, canton d'Angers-Ouest, conflue dans le canton d'Angers-Nord-Ouest, le tout dans les arrondissements de Segré et d'Angers.

## Affluents
Le Brionneau a deux affluents référencés :
- le Rossay (rg), 4,3 km sur les deux communes de Saint-Clément-de-la-Place (source) et La Meignanne (confluence).
- le ruisseau de Gahard (rg), 7,2 km sur la seule commune de La Meignanne.

Le rang de Strahler est donc de deux.

## Bassin versant
Le Brionneau traverse une seule zone hydrographique 'Le Brionneau & ses affluents' (M411) de 109 km2. Ce bassin versant est constitué à 77,35 % de territoires agricoles, à 16,79 % de territoires artificialisés, à 5,14 % de forêts et milieux semi-naturels, à 0,28 % de surfaces en eau,

## Hydrologie

### Le Brionneau à Avrillé
Comme bien d'autres cours d'eau de plaine du bassin de la Loire, le Brionneau est une rivière modérément abondante. Son débit a été observé sur une période de 15 ans (1994-2008), à Avrillé, localité située peu avant son confluent avec la Maine. Le bassin versant de la rivière y est de 86 km2 soit 79 % de la totalité de celui-ci 109 km2.
Le module de la rivière à Avrillé est de 0,479 m3/s.
Le Brionneau présente des fluctuations saisonnières de débit très marquées, avec une période de hautes eaux d'hiver caractérisée par un débit mensuel moyen évoluant dans une fourchette de 0,88 à 1,40 m3/s, de décembre à mars inclus (avec un maximum très net en janvier). Dès avril le débit diminue rapidement pour aboutir, malgré un léger rebond en mai, à la période des basses eaux qui a lieu de juin à début novembre, avec une baisse du débit moyen mensuel allant jusqu'à 0,039 m3/s (39 litres) au mois d'août, ce qui n'est pas extrêmement sévère pour un cours d'eau d'aussi petite taille. Cependant ces chiffres ne sont que des moyennes et les fluctuations de débit peuvent être plus importantes d'après les années et sur des périodes plus courtes.

### Étiage ou basses eaux
À l'étiage le VCN3 peut chuter jusque 0,001 m3/s, en cas de période quinquennale sèche, soit 1 litre par seconde, ce qui est très sévère, le cours d'eau étant alors quasi à sec.

### Crues
Les crues peuvent être fort importantes compte tenu de la taille assez modeste du bassin versant. Les QIX 2 et QIX 5 valent respectivement 9,8 et 16 m3/s. Le QIX 10 est de 19 m3/s, le QIX 20 de 23 m3/s, tandis que le QIX 50 n'a pas encore été calculé, faute d'une durée d'observation suffisante.
Le débit instantané maximal enregistré à Avrillé durant cette période, a été de 27,1 m3/s le 28 décembre 1999, tandis que le débit journalier maximal enregistré était de 20,9 m3/s le même jour. En comparant la première de ces valeurs à l'échelle des QIX de la rivière, il apparaît que cette crue était presque d'ordre cinquantennal, et donc destinée à se reproduire très rarement (tous les 50 ans en moyenne).

### Lame d'eau et débit spécifique
Au total, le Brionneau est une rivière moyennement abondante. La lame d'eau écoulée dans son bassin versant est de 176 millimètres annuellement, ce qui est nettement inférieur à la moyenne du bassin de la Loire (244 millimètres), et à celle de la France entière tous bassins confondus (320 millimètres). Elle est aussi légèrement moins élevée que la moyenne du bassin de la Maine (190 millimètres à Angers). Le débit spécifique (ou Qsp) de la rivière atteint 5,6 litres par seconde et par kilomètre carré de bassin.

## Organisme gestionnaire
L'organisme gestionnaire est le syndicat Brionneau-Mayenne, créé en 1987.

### Sources
- Données sur le site www.pays-de-la-loire.sante.gouv.fr